# Liste der Bodendenkmäler in Odelzhausen
Auf dieser Seite sind die Bodendenkmäler in der oberbayerischen Gemeinde Odelzhausen zusammengestellt. Diese Tabelle ist eine Teilliste der Liste der Bodendenkmäler in Bayern. Grundlage ist die Bayerische Denkmalliste, die auf Basis des Bayerischen Denkmalschutzgesetzes vom 1. Oktober 1973 erstmals erstellt wurde und seither durch das Bayerische Landesamt für Denkmalpflege geführt wird. Die folgenden Angaben ersetzen nicht die rechtsverbindliche Auskunft der Denkmalschutzbehörde.

## Bodendenkmäler der Gemeinde Odelzhausen

### Bodendenkmäler in der Gemarkung Ebertshausen
| Lage                    | Objekt | Akten-Nr.     | Bild |
| ----------------------- | --- | ------------- | ---- |
| Ebertshausen (Standort) | Untertägige mittelalterliche und frühneuzeitliche Befunde und Funde im Bereich der katholischen Pfarrkirche St. Benedikt in Ebertshausen und ihrer Vorgängerbauten. | D-1-7733-0272 |      |

### Bodendenkmäler in der Gemarkung Höfa
| Lage            | Objekt | Akten-Nr.     | Bild |
| --------------- | --- | ------------- | ---- |
| Höfa (Standort) | Untertägige frühneuzeitliche Befunde und Funde im Bereich der katholischen Filialkirche St. Peter und Paul in Miegersbach und ihres Vorgängerbaus. | D-1-7633-0183 |      |

### Bodendenkmäler in der Gemarkung Odelzhausen
| Lage                   | Objekt | Akten-Nr.     | Bild |
| ---------------------- | --- | ------------- | ---- |
| Odelzhausen (Standort) | Untertägige mittelalterliche und frühneuzeitliche Befunde und Funde im Bereich der katholischen Pfarrkirche St. Benedikt in Odelzhausen und ihrer Vorgängerbauten.      | D-1-7633-0173 |      |
| Odelzhausen (Standort) | Untertägige mittelalterliche und frühneuzeitliche Befunde und Funde im Bereich des Schlosses von Odelzhausen und seiner Vorgängerbauten mit zugehörigem Wirtschaftshof. | D-1-7633-0174 |      |

### Bodendenkmäler in der Gemarkung Sittenbach
| Lage                  | Objekt | Akten-Nr.     | Bild |
| --------------------- | --- | ------------- | ---- |
| Sittenbach (Standort) | Ringwall des frühen oder älteren Mittelalters (Keckenberg). | D-1-7633-0025 |      |
| Sittenbach (Standort) | Verebnete Grabhügel vorgeschichtlicher Zeitstellung. | D-1-7633-0093 |      |
| Sittenbach (Standort) | Untertägige mittelalterliche und frühneuzeitliche Befunde und Funde im Bereich der katholischen Pfarrkirche St. Laurentius in Sittenbach und ihrer Vorgängerbauten. | D-1-7633-0181 |      |
| Sittenbach (Standort) | Untertägige mittelalterliche und frühneuzeitliche Befunde und Funde im Bereich der katholischen Filialkirche St. Leonhard in Roßbach und ihrer Vorgängerbauten.     | D-1-7633-0185 |      |
| Sittenbach (Standort) | Untertägige spätmittelalterliche und frühneuzeitliche Befunde im Bereich der katholischen Kapelle St. Johann in Sankt Johann bei Sixtnitgern.                       | D-1-7633-0190 |      |

### Bodendenkmäler in der Gemarkung Taxa
| Lage            | Objekt | Akten-Nr.     | Bild |
| --------------- | --- | ------------- | ---- |
| Taxa (Standort) | Abgegangenes Kloster der frühen Neuzeit (Maria Stern in Taxa). | D-1-7633-0022 |      |
| Taxa (Standort) | Untertägige mittelalterliche und frühneuzeitliche Befunde im Bereich der katholischen Filialkirche der Unschuldigen Kinder in Essenbach und ihrer Vorgängerbauten. | D-1-7633-0177 |      |

### Bodendenkmäler in der Gemarkung Wiedenzhausen
| Lage                     | Objekt                             | Akten-Nr.     | Bild |
| ------------------------ | ---------------------------------- | ------------- | ---- |
| Wiedenzhausen (Standort) | Siedlung der mittleren Bronzezeit. | D-1-7733-0284 |      |